# Pietat filial

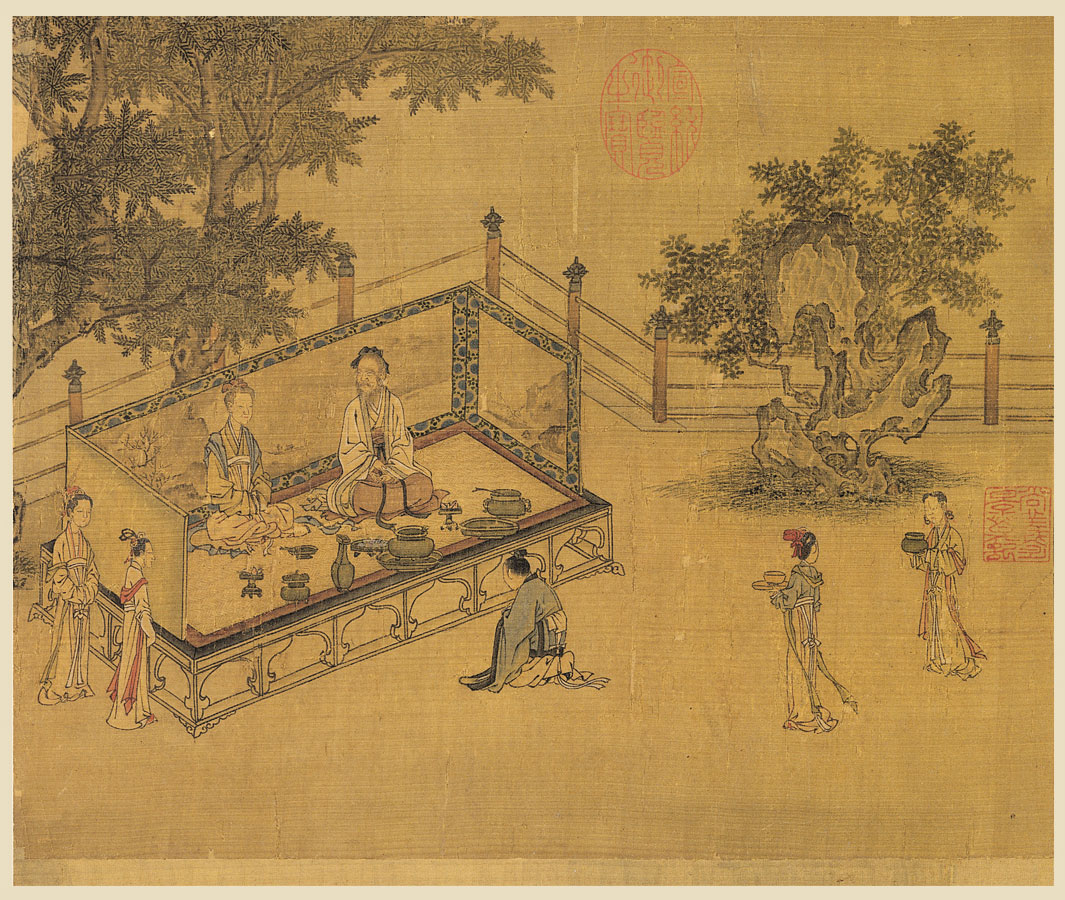
Il·lustració del llibre Xiào Jing que mostra un fill agenojant-se davant dels seus pares. Època de la Dinastia Song.

La pietat filial (en xinès: 孝, en pinyin: xiào) és la virtut del respecte als pares i avantpassats. És un concepte central del confucianisme, que va sorgir per primer cop en el llibre 'clàssic' anomenat Xiào Jing, escrit durant el període Qin-Han. El llibre és una conversa entre Confuci i el seu estudiant Zeng Shen (曾參, també conegut com a Zengzi 曾子) i tracta sobre com bastir una bona societat basant-se en aquest principi.
En termes més generals, la pietat filial significa respectar i ser bo amb els pares, tenir cura d'ells i portar bé el nom de la família i dels avantpassats. També inclou dur a terme els deures personals per obtenir mitjans materials per mantenir els pares i fer sacrificis als avantpassats, a més d'aspectes com ara no ser rebel i mostrar amor, respecte i cortesia envers els pares, assegurar la descendència, mostrar tristesa per la mort dels parents i dur a terme els sacrificis després de la seva mort.
La pietat filial es considera una virtut clau en la cultura xinesa i és el tema principal d'un gran nombre d'històries. Una de les col·leccions més famoses d'històries sobre el tema són Els vint-i-quatre exemplars filials (èrshí-sì xiào 二十四孝). Malgrat que la Xina sempre ha tingut una gran diversitat de creences religioses, la pietat filial ha romàs comuna a gairebé totes elles.